# Juan Antolínez Brecianos de la Rivera
Juan Antolínez Brecianos de la Rivera foi um prelado católico romano que serviu como bispo de Giovinazzo (1549 – 1574).

## Biografia
No dia 25 de outubro de 1549, Juan Antolínez Brecianos de la Rivera foi nomeado pelo Papa Paulo III como Bispo de Giovinazzo. Em 1549, foi consagrado bispo por Jean Lunel, bispo auxiliar de Bayeux. Serviu como Bispo de Giovinazzo até à sua renúncia em 1574. Faleceu a 21 de setembro de 1581.